# Quitman (Georgia)
Quitman es una ciudad ubicada en el condado de Brooks en el estado estadounidense de Georgia. En el año 2000 tenía una población de 4.638 habitantes.

## Geografía
Quitman se encuentra ubicada en las coordenadas 30°47′5″N 83°33′39″O / 30.78472, -83.56083 (30.784677, -83.560747).
Según la Oficina del Censo, la localidad tiene un área total de 10 km² (3,9 mi²), de la cual 9,9 km² (3,8 mi²) es tierra y 0,1 km² (0 mi²) (1.00%) es agua.

## Demografía
Según la Oficina del Censo en 2000 los ingresos medios por hogar en la localidad eran de $20,924, y los ingresos medios por familia eran $24,154. Los hombres tenían unos ingresos medios de $22,727 frente a los $17,391 para las mujeres. La renta per cápita para la localidad era de $10,594. 